# Дерте Лінднер
Дерте Лінднер (нім. Dörte Lindner, 22 березня 1974) — німецька стрибунка у воду.
Бронзова медалістка Олімпійських Ігор 2000 року в стрибках з триметрового трампліна.